# Samochód pancerny wz. 34

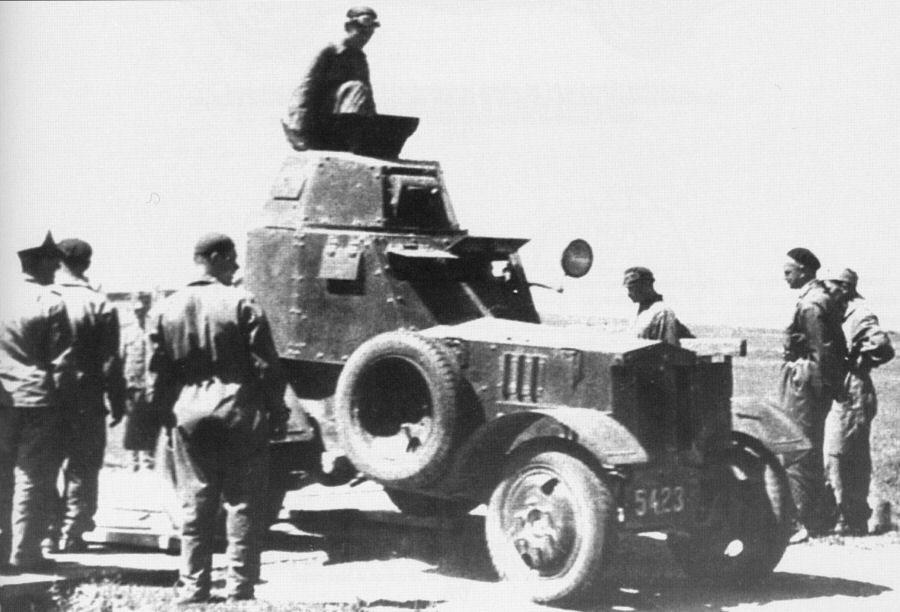
Prototipo di wz. 34 alle prove sul campo. Fine 1934.

La Samochód pancerny wz. 34 (in polacco: autoblindo modello 1934) era un'autoblindo polacca entrata in servizio tra le due guerre mondiali.

## Storia
In seguito all'indipendenza del 1918, il neonato esercito polacco organizzò le sue truppe blindate, usando inizialmente autoblindo lasciate dagli invasori o catturate negli scontri di confine. In aggiunta, vennero acquistati piccoli lotti di Peugeot Mle 1914 fornite dalla Francia.
A metà degli anni venti, si decise di sviluppare o acquistare all'estero nuove autoblindo per sostituire quelle obsolete in servizio. Inizialmente, nel 1925, venne deciso di realizzare questi mezzi utilizzando i telai semicingolati Citroën-Kégresse B2 10CV acquistati nel 1924-1925 in Francia. Lo scafo blindato montato sui telai francesi venne sviluppato in Polonia dall'ingegnere R. Gabaud, dell'Ufficio militare di ricerca e progettazione, e dall'ingegnere J. Chaciński, della Centralne Warsztaty Samochodowe (CWS). Due prototipi, realizzati nel 1925, presero parte alle esercitazioni a Volyn a settembre dello stesso anno. Sulla base dell'esperienza il Comitato per gli armamenti e gli equipaggiamenti approvò il progetto il 17 ottobre, ordinando la conversione di 90 telai semicingolati. Tuttavia vi era l'obiezione che questo tipo di telaio non fosse adatto per tale impiego e si guardava con interesse ad un progetto dell'azienda italiana Ansaldo, che aveva proposto l'autoblindo Polonia, basata sul trattore d'artiglieria Pavesi P4. Una commissione, presieduta dal maggiore Romiszowski, effettuò nel gennaio 1926 dei test comparativi tra l'autoblindo italiana ed il telaio francese, ma infine venne confermata la scelta del semicingolato. La scarsità di fondi ritardò la produzione del mezzo, che venne adottato ufficialmente dall'esercito polacco solo nel 1928 con la denominazione di wz. 28. Le consegne terminarono nel 1930.
Le esperienze sul campo suggerirono l'introduzione di modifiche e miglioramenti nei vari lotti di produzione. Per esempio, le gomme piene delle prime serie vennero sostituiti in quelle successive con pneumatici.
Nei primi anni di servizio nell'esercito polacco iniziarono ad emergere le carenze del progetto. Contrariamente alle aspettative il telaio semicingolato non si rivelava soddisfacente: esso richiedeva una complessa manutenzione, i cingoli in gomma erano soggetti a rapida usura, la velocità massima era bassa e le prestazioni fuoristrada non entusiasmanti.
Per queste ragioni, si decise di sottoporre le wz. 28 a lavori di modernizzazione, che comprendevano in particolare la conversione in autoblindo completamente ruotata. Il nuovo progetto venne sviluppato tra il 1933 ed il 1934 Per le modifiche vennero impiegate componenti dell'autocarro Polski Fiat 621, prodotto su licenza italiana a partire dal 1931. Lo sviluppo terminò nel 1934 con la consegna di un prototipo, che dal 30 marzo fino alla fine di luglio venne testato sia singolarmente che in prove comparative con una wz. 28 originale, per esempio sulle strade fangose e sabbiose della foresta di Kampinos. Le prove mostrarono, ad esempio, la necessità di speciali gomme ad alta aderenza sull'assale posteriore e dopo queste modifiche il prototipo prese parte al rally sul circuito sperimentale Varsavia-Zambrów-Hrodna-Veras-Brėst-Varsavia. L'esito positivo della prova portò ad ordinare la ricostruzione di altre 11 autoblindo. Il lavoro venne svolto presso il 3º Battaglione corazzato a novembre 1934 e questa serie di mezzi venne sottoposta alle autorità militari. Su decisione del generale Tadeusz Kasprzycki, il 14 giugno 1935 questo modello di autoblindo ricostruita venne approvato ed adottato ufficialmente dall'esercito polacco sotto la designazione Samochód pancerny wz. 34. Istruzioni e documentazione tecnica vennero inviate alle officine dei reparti e delle guarnigioni, che provvidero autonomamente alla ricostruzione delle altre autoblindo. Le ricostruzioni furono effettuate gradualmente negli anni che andavano dal 1934 al 1938, durante i quali vennero adottate diverse versioni delle varie componenti, che portarono alla convivenza di tre diverse versioni, denominate in sequenza wz. 34, wz. 34-I e wz. 34-II. Delle 90 autoblindo convertite, 30 furono portate rispettivamente al primo standard, 24 al secondo e 36 al terzo.

## Tecnica

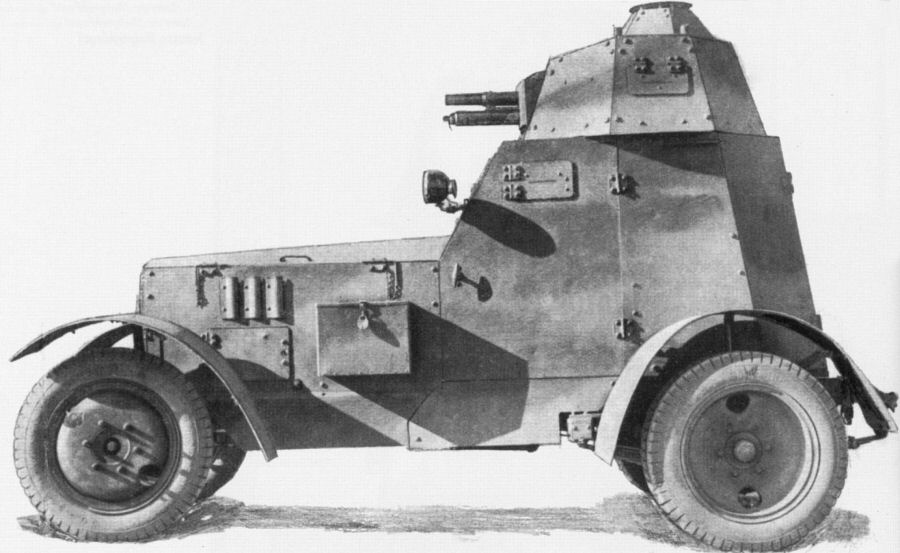
Samochód pancerny wz. 34 armata con cannone da 37 mm.

L'autoblindo wz. 34 era lunga 3.620-3.750 mm, era larga 1.910 mm ed altra approssimativamente 2.200 mm, per un peso di 2,1-2,2 t. A seconda della versione era equipaggiata con tre motori diversi. La velocità massima era di 50 km/h circa, il consumo di carburante era di 22-23 l per 100 km su strada, che salivano a 40 l per 100 km in fuoristrada. L'armamento era costituito da una singola arma in torretta girevole, una mitragliatrice o un cannone da 37 mm. L'equipaggio era formato da due uomini, un pilota ed un capocarro-cannoniere.
Le tre varianti differivano per motorizzazione e per l'asse posteriore:
- Samochód pancerny wz. 34 - La prima variante. Conservava il motore Citroën B-14 originale da 1.452 cm³ e 14 hp a 2.100 rpm. L'unica modifica consisteva nella sostituzione del treno di rotolamento con un assale ruotato mutuato dal Fiat 614.
- Samochód pancerny wz. 34-I - Variante dotata del nuovo motore Polski Fiat 108 con una capacità di 995 cm³ ed una potenza di 24 hp a 3.600 rpm, derivato da quello dell'automobile Polski Fiat 508.
- Samochód pancerny wz. 34-II - Variante propulsa dal motore migliorato Polski Fiat 108-III da 995 cm³ erogante 25 hp a 3.600 rpm. Inoltre, partendo da quello della Fiat 618, venne sviluppato un nuovo assale posteriore, introducendo modifiche nella forma e, per esempio, nei freni, completamente idraulici ed elettrici.

Una frizione a secco a disco singolo accoppiava il motore alla scatola del cambio, a tre marce sulla wz. 34 e quattro su wz. 34-I e wz. 34-II. Il moto veniva poi trasferito dall'albero motore al differenziale posteriore e quindi alle ruote.
Il telaio, di forma rettangolare, era formato da due longheroni longitudinali in lamiera d'acciaio, spessa 4 mm, uniti da sei traverse. Sul telaio erano montati motore, trasmissione e scafo. L'assale anteriore, in acciaio al cromo-nichel, aveva sezione a doppia T, con ammortizzatori a forcella. L'assale posteriore era invece dotato di due balestre.
Sul telaio era fissato lo scafo, realizzato in due varianti: con piastra posteriore obliqua o dritta. La corazzatura era costituita da piastre in acciaio cromo-nichel trattate con carbocementazione, spesse da 6 a 8 mm, unite da staffe, bulloni e rivetti. Nella corazzatura erano ricavate poche fessure, per l'osservazione e la ventilazione, dotate di portelli incernierati. Il portello più grande era quello del conduttore, sul lato sinistro della parte frontale dello scafo, dotato di periscopio prismatico. Il conduttore accedeva dal portellone sulla fiancata sinistra dello scafo, dotato di feritoia di osservazione con sportellino di protezione, mentre il capocarro-cannoniere impiegava il portellone posteriore; entrambi si aprivano solo dall'interno. La parte inferiore dello scafo della wz. 34 non era corazzato: il pavimento del vano di combattimento era costituito da un tavolato di legno imbullonato direttamente al telaio; a causa di questa scelta, l'eventuale esplosione di una granata sotto al veicolo avrebbe causato danni potenzialmente letali a meccanica, armi e soprattutto all'equipaggio; inoltre, non essendo sigillato, limitava enormemente le capacità di guado del mezzo.
Lo scafo dell'autoblindo non era a tenuta di gas e la difesa NBC dell'equipaggio era assicurata dalle sole maschere individuali. Durante il combattimento una ventola provvedeva al ricambio dell'aria, inquinata dai gas di sparo. La ventola era dotata di uno speciale filtro, che tuttavia non provvedeva ad una completa protezione dalle polveri del campo di battaglia. Una ventilazione addizionale era fornita dal portello superiore della torretta, in due elementi incernierati lateralmente.
Le piastre corazzate del cofano motore erano dotate di portelli per il raffreddamento e la manutenzione. Per la sostituzione del motore la piastra superiore era amovibile. La calandra era munita di due portelli a protezione del radiatore, azionabili dal conduttore tramite un sistema di leve e cavi.
L'interno dello scafo era suddiviso in due compartimenti, vano motore anteriore e vano di combattimento posteriore, divisi da una paratia. Nel vano motore, tra propulsore e paratia interna, erano posizionati i meccanismi di controllo, le batterie ed il serbatoio del carburante e quello dell'olio. Nella parte anteriore del vano di combattimento era seduto il conduttore, su una panca priva di schienale ma, se necessario, solo di una cintura, tesa tra le pareti dello scafo. Il capocarro prendeva posto nella parte posteriore del vano; durante la marcia sedeva su un sedile pieghevole incernierato sul lato sinistro dello scafo, mentre in combattimento si appoggiava ad una imbracatura collegata al fondo della torretta.
Superiormente al vano di combattimento era posizionata la torretta, che ruotava sull'anello dello scafo tramite cuscinetti a sfera. Poteva essere bloccata in posizione tramite una speciale tenaglia. Le piastre della torretta erano imbullonate e rivettate come quelle dello scafo. La copertura superiore era dotata di un'apertura esagonale, protetta da due portelli incernierati lateralmente, utilizzata per l'osservazione del campo di battaglia. Altri 3-4 fori servivano per esporre le bandierine di segnalazione (bandierine "Słupski"), utilizzate per la comunicazione tra le autoblindo, non dotate di apparati radio. Sulla piastra frontale della torretta era posizionata la culla per l'arma.
Il sistema di sterzo era costituito da piantone, vite e braccetti, ed agiva solo sulle ruote anteriori. Il mezzo era dotato di due sistemi di freno, differenti a seconda della variante. La wz. 34 disponeva di un freno meccanico principale a tamburo, che agiva sull'albero motore, azionato a pedale. Un freno di stazionamento a leva agiva su tamburi sulle ruote posteriori. Nella variante wz. 34-II il freno principale idraulico era attivato a pedale, ma agiva sulle ruote posteriori. Un freno a mano, usato come ausiliario, agiva su un tamburo sull'albero motore.
Nelle versioni wz. 34 e wz. 34-I i cablaggi alimentavano soltanto l'avviamento del motore ed il riflettore. La versione wz. 34-II aveva una dotazione elettrica più ricca. L'impianto elettrico era a 12 V (nelle prime versioni era a 6 V), alimentato da un generatore Scintilla da 800 W ed una batteria Tudor ETSp da 45 Ah. Esso alimentava l'accensione, il motore d'avviamento da 0,74 kW, il fanale con lampadina da 50 W, le luci di posizione posteriori ed il clacson. Durante la loro vita operativa, i sistemi elettrici delle precedenti varianti di autoblindo furono portati allo standard wz. 34-II.
Il pannello di controllo del conduttore comprendeva solo pochi strumenti ed indicatori: il pulsante d'avviamento elettrico, il livello dell'olio, il pulsante d'accensione, il pulsante delle luci, manetta dell'acceleratore e 6 fusibili. Sulla wz. 34-II si aggiungevano un odometro, un tachimetro, una spia per la carica delle batterie e luci di illuminazione del cruscotto.
Tutte le varianti montavano le ruote dell'autocarro Polski Fiat 621, con disco in acciaio e pneumatico Stomil 30×5. Le ruote posteriori erano gemellate. Una ruota di scorta era fissata all'esterno dello scafo, sulla fiancata destra.
Le autoblindo montavano due tipi di armamento principale. La maggioranza, circa 60 esemplari, era armata con la mitragliatrice pesante Ckm wz. 25 Hotchkiss da 7,9 mm, montata su blindosfera wz. 35 (prima del 1935 veniva utilizzata una culla rettangolare). La riserva di 2.000 munizioni era trasportata in casse nel vano di combattimento.
Le altre circa 30 autoblindo erano armate con il cannone da 37 mm Puteaux SA 18, montato su una feritoia rettangolare francese modello Puteaux, usata anche sul carro Renault FT, e dotato da un sistema di puntamento ad 1,5 ingrandimenti wz. 29. La riserva di bordo era costituita da 96-100 proietti.
Le dotazioni accessorie del veicolo comprendevano: un telo di canapa per la copertura del mezzo, un estintore ed una pompa per il gonfiaggio degli pneumatici venivano trasportati nel vano equipaggio, mentre gli attrezzi da zappatore (pala, piccone), l'attrezzatura per il traino e le catene da neve erano fissati all'esterno dello scafo. Spesso in luogo delle catene venivano utilizzati degli speroni applicati sulle ruote posteriori, altrimenti trasportati sui parafanghi posteriori.

## Tabella comparativa tra wz. 28 e wz. 34
|                            | Wz. 28    | Wz. 34                                     | Wz. 34-II                       |
| -------------------------- | --------- | ------------------------------------------ | ------------------------------- |
| Equipaggio                 | 3         | 2                                          | 2                               |
| Peso (t)                   | 2-2,3     | 2,1 (con mitragliatrice) 2,2 (con cannone) | 2,4                             |
| Lunghezza (mm)             | 3430-3500 | 3620                                       | 3750                            |
| Larghezza (mm)             | 1350-1400 | 1910                                       | 1950                            |
| Altezza (mm)               | 2100-2200 | 2200                                       | 2200                            |
| Passo (mm)                 | –         | 257                                        | 240                             |
| Altezza dal suolo (mm)     | 280       | 250                                        | 230                             |
| Velocità massima (km/h)    | 22-28     | 55                                         | 50                              |
| Autonomia (km)             | 275       | 250/150 (su strada/fuori strada)           | 180/90 (su strada/fuori strada) |
| Capacità del serbatoio (l) | 42+17     | 55                                         | 40                              |

## Utilizzatori ed impiego operativo

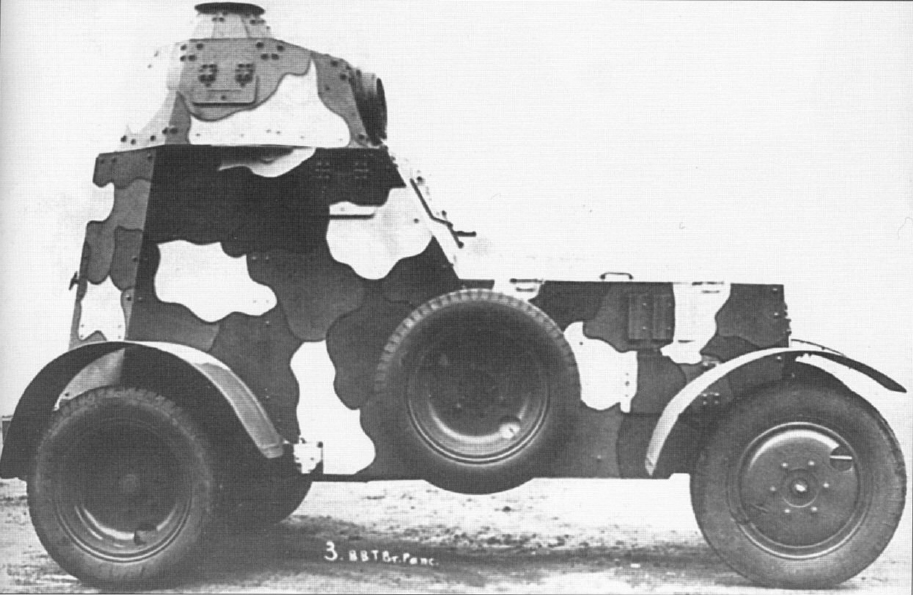
Una Samochód wz. 34 nella prima livrea mimetica, detta "giapponese".

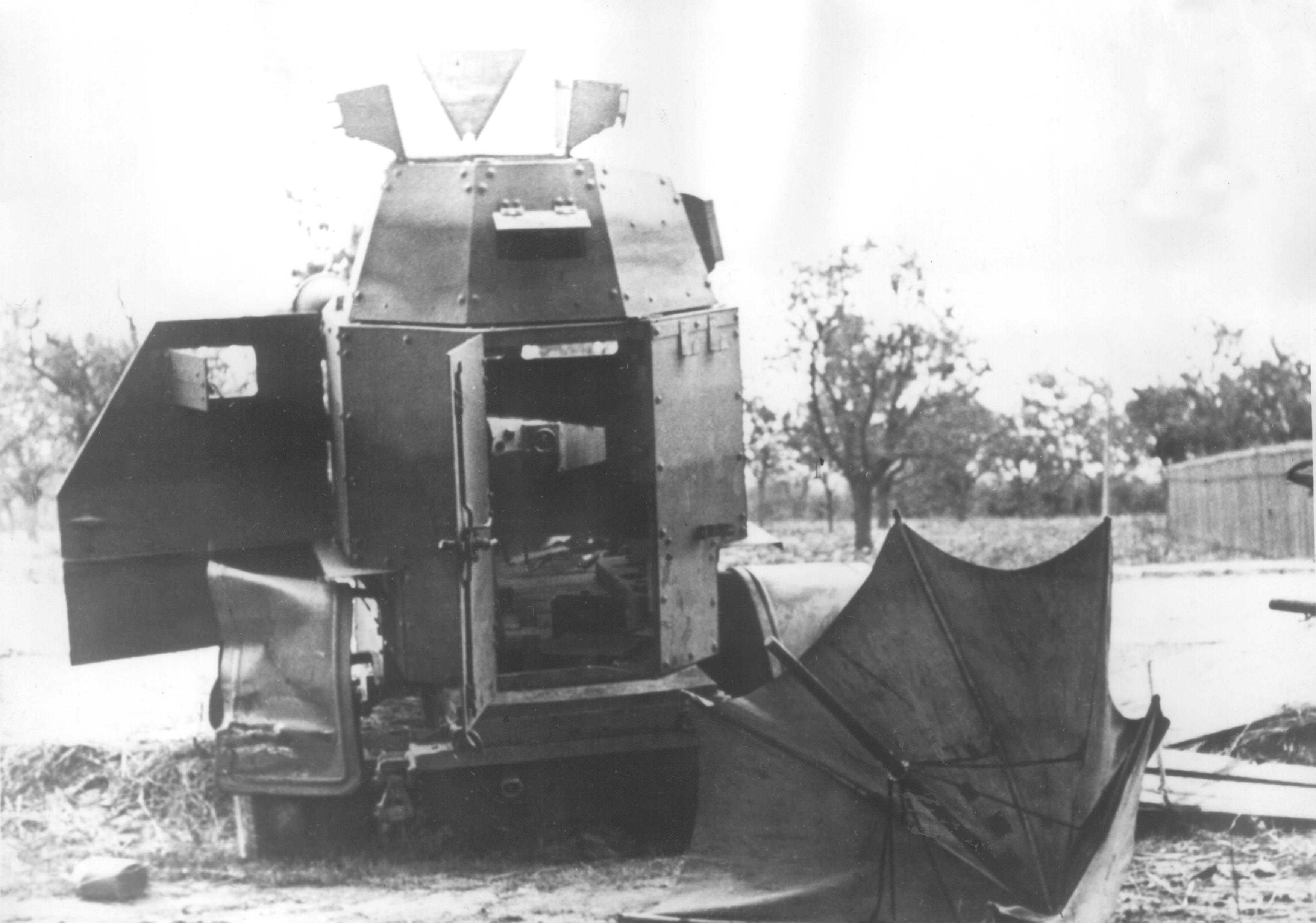
Una wz. 34 distrutta presso Saskiej Kępie, Varsavia. Settembre 1939.

### Esercito polacco
A metà degli anni trenta, gli esistenti battaglioni di carri e di autoblindo vennero riorganizzati in battaglioni corazzati. Con un ordine del 2 aprile 1936, le seconde compagnie carri da ricognizione di alcuni battaglioni corazzati venivano convertite in squadroni corazzati, gradualmente riequipaggiati con le autoblindo wz. 34, nelle varie versioni. Un'eccezione fu lo squadrone dell'11º Battaglione corazzato, equipaggiato con Samochód pancerny wz. 29.
Inizialmente le wz. 34 vennero dipinte con la livrea mimetica era quella del 1932, a grandi macchie irregolari color giallo sabbia, verde scuro e marrone scuro, separate da un sottile bordo nero. I mezzi addestrativi e di riserva avevano solitamente una colorazione verde uniforme.
Nel 1936 venne introdotto un nuovo mimetismo: macchie grigio sabbia, verde oliva e marrone scuro (cioccolata) orientate orizzontalmente, lunghe 80–150 cm ed alte 30–60 cm. I bordi tra le macchie di diverso colore erano sfumati grazie alla verniciatura a spruzzo. Le parti sporgenti dello scafo erano dipinte con macchie scure, con effetto luce-ombra. Questo era il mimetismo in uso allo scoppio della seconda guerra mondiale.
Le prime wz. 34, come le più vecchie wz. 28, erano contrassegnate da uno scudetto distintivo bianco e rosso, dipinto sulla fiancata dello scafo. Le ruote verniciate vennero abbandonate nei primi anni trenta. Nel periodo interbellico vennero impiegati anche distintivi tattici, nella forma di dischi metallici di varia forma e colore, fissati sulla parte frontale dello scafo o sulle fiancate.
Nel 1939, secondo il piano di mobilitazione "W", vennero formati 10 squadroni di autoblindo wz. 34, assegnate come unità corazzate di ricognizione per le brigate di cavalleria. Queste unità furono mobilitate dai battaglioni corazzati: 
- 91º Squadrone autoblindo, formato in marzo a Brėst dal 4º Battaglione corazzato/Brigata di cavalleria "Nowogródzka"/Armata "Modlin".
- 71º Squadrone autoblindo, formato in agosto a Poznań dal 1º Battaglione corazzato/Brigata di cavalleria "Wielkopolska"/Armata "Poznań".
- 51º Squadrone autoblindo, formato in agosto a Cracovia dal 5º Battaglione corazzato/Brigata di cavalleria "Kraków"/Armata "Kraków".
- 31º Squadrone autoblindo, formato in agosto a Hrodna dal 7º Battaglione corazzato/Brigata di cavalleria "Suwalskiej"/SGO[43] "Narew".
- 32º Squadrone autoblindo, formato in agosto a Hrodna dal 7º Battaglione corazzato/Brigata di cavalleria "Podlaskiej"/SGO "Narew".
- 33º Squadrone autoblindo, formato in agosto a Hrodna dal 7º Battaglione corazzato/Brigata di cavalleria "Wileńska"/Armata "Prusy".
- 81º Squadrone autoblindo, formato in agosto a Bydgoszcz dall'8º Battaglione corazzato/Brigata di cavalleria "Pomorskiej"/Armata "Pomorze".
- 61º Squadrone autoblindo, formato in agosto a Leopoli dal 6º Battaglione corazzato/Brigata di cavalleria "Kresowej"/Armata "Łódź".
- 62º Squadrone autoblindo, formato in agosto a Leopoli dal 6º Battaglione corazzato/Brigata di cavalleria "Podolskiej"/Armata "Poznań".
- 21º Squadrone autoblindo, formato in agosto a Luc'k dal 12º Battaglione corazzato/Brigata di cavalleria "Wołyńskiej"/Armata "Łódź".

Ogni squadrone mobilitato ricevette 7 autoblindo wz. 34: un'autoblindo comando squadrone (armata di cannone) e due plotoni di tre autoblindo (una armata di cannone e due armate di mitragliatrice). A queste si aggiungevano: un'automobile con stazione radio, un'automobile di servizio, 4 autocarri, 5 motociclette, una cisterna carburante ed una cucina da campo.
Nei primi giorni della campagna di Polonia, le autoblindo si trovarono impegnate in incursioni di sabotaggio e schermaglie di confine, oltre che nei primi contrattacchi. Nei giorni successivi le autoblindo supportarono le unità di cavalleria, fornendo supporto di fuoco a copertura dei reparti in ritirata. Eseguirono anche alcune incursioni. Il 14 settembre la maggior parte delle autoblindo erano state distrutte o abbandonate. Il 27 dello stesso mese ebbe luogo a Krukienice l'ultimo attacco delle wz. 34; dopo la vittoriosa battaglia contro l'Armata rossa, le ultime tre autoblindo efficienti del 91º Squadrone rimasero impantanate nel fango e vennero distrutte dagli equipaggi.

### Altri utilizzatori
Come risultato della campagna di settembre, i tedeschi catturarono una dozzina di wz. 34 ancora efficienti. Secondo le valutazioni tedesche, esse non avevano un reale valore bellico e non vennero immesse in servizio dalla Wehrmacht. Nonostante ciò, alcune autoblindo vennero riparate e, riverniciate nel colore Panzergrau d'ordinanza, probabilmente furono utilizzate dalle forze di polizia del Governatorato Generale.
Secondo il libro Samochody pancerne Wojska Polskiego 1918-1939 di Magnuski, nell'estate del 1941 gli Ustascia croati ricevettero dai tedeschi 18 autoblindo ex-polacche; è possibile che si trattasse di wz. 34. Tuttavia Janusz Ledwoch, nella recente pubblicazione Samochody pancerne wz. 29/wz. 34, cita fonti croate, secondo le quali i mezzi trasferiti erano tankette TKS(p) Ursus. Rimane quindi incerto il tipo di mezzo polacco trasferito.

## Esemplari esistenti e repliche
Nessun esemplare di wz. 34 è sopravvissuto ai nostri giorni. Rimangono solo singole componenti esposte in vari musei.
Diverse repliche moderne sono state costruite, la prima delle quali realizzata nel 2001 sul telaio di una GAZ-67, con lo scafo corazzato realizzato ex-novo in base alla documentazione esistente.

## Galleria d'immagini

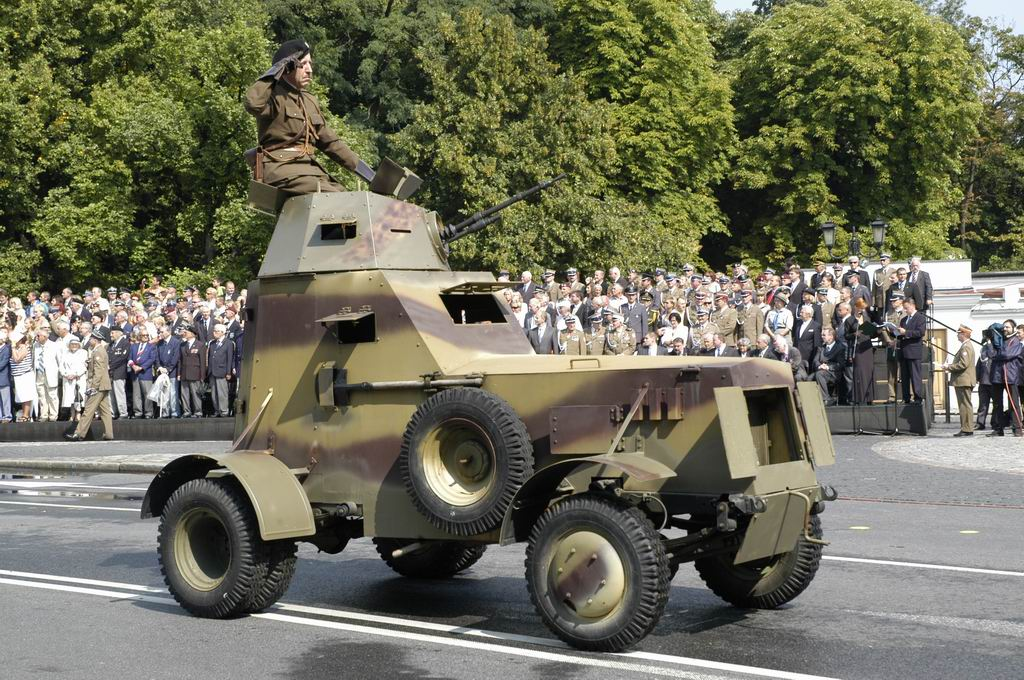
Replica realizzata da Leszka Kusiaka
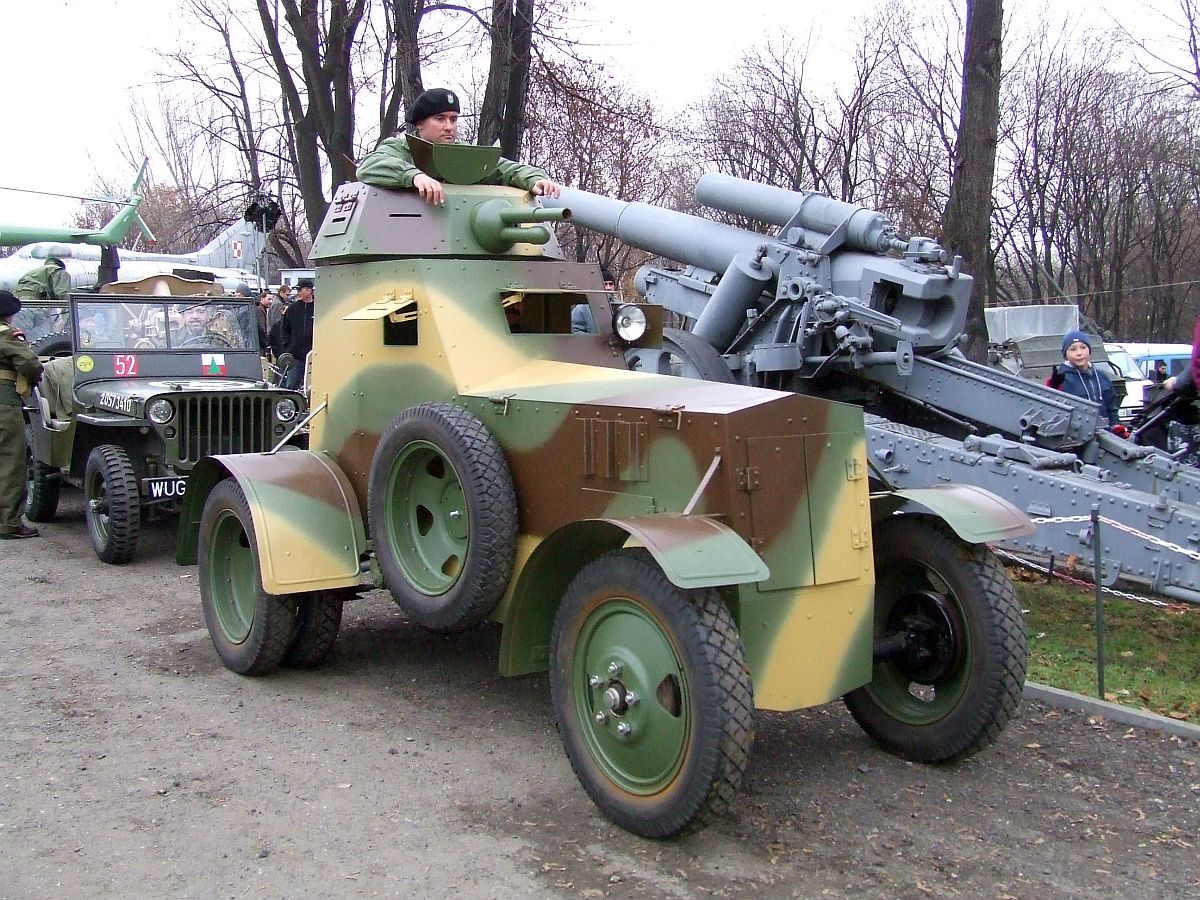
Replica realizzata da Roberta Tirczakowskiego
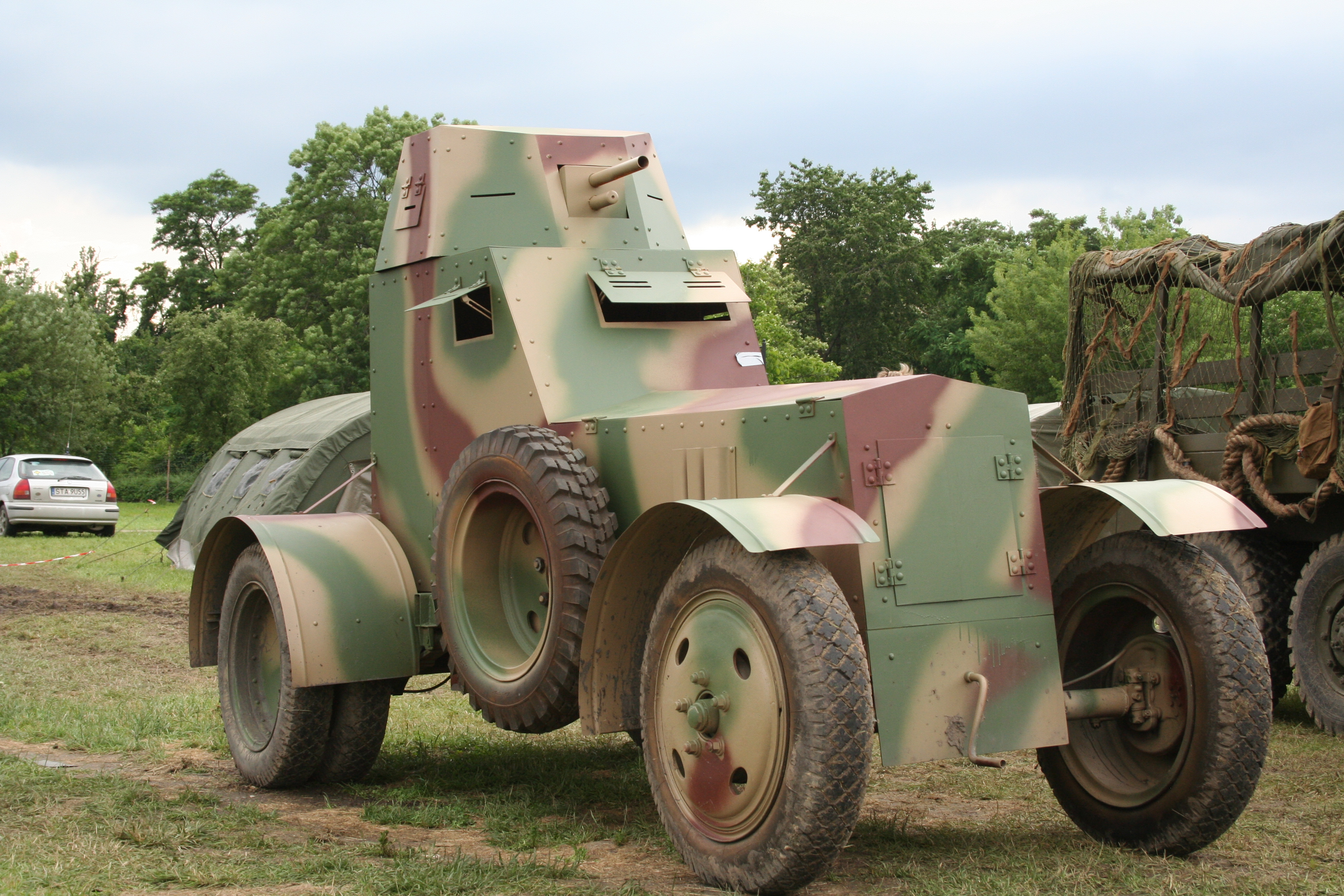
Terza replica di wz. 34